# Oh, Men! Oh, Women!
Oh, Men! Oh, Women! é um filme de comédia estadunidense de 1957 escrito, produzido e dirigido por Nunnally Johnson, baseado na peça de mesmo nome de Edward Chodorov. É estrelado por Ginger Rogers, Dan Dailey e David Niven. Foi a estreia no cinema de Tony Randall, que interpretou o papel de Dailey na versão da Broadway.

## Enredo
Mildred Turner é a esposa entediada de Arthur Turner que busca ajuda psiquiátrica de seu médico o Dr. David Niven, que também tenta resolver os seus próprios problemas emocionais.

## Elenco
- Dan Dailey como Arthur Turner
- Ginger Rogers como Mildred Turner
- David Niven como Dr. Alan Coles
- Tony Randall como Cobbler
- Barbara Rush como Myra Hagerman